# Nó primo
Em teoria dos nós, um nó primo ou enlace primo é um nó que é, em certo sentido, indecompositável. Especificamente, ele é um nó não-trivial que não pode ser escrito como uma soma de dois nós não-triviais. Os nós que não são primos são considerados nós compostos ou enlaces compostos. Pode ser um problema determinar se um dado nó é primo ou não.

## Tabela de nós primos
Alguns exemplos de nós primos são os nós torais. Estes são formados por envolver um círculo em torno de um toro p vezes em uma direção e q vezes na outra, onde p e q são inteiros e primos entre si.
O nó primo mais simples é o nó de trevo com três passagens. O nó de trevo é, na verdade, um (2, 3)-torus knot. O nó figura oito, com quatro passagens, é o mais simples nó não toral. Para qualquer positivo inteiro n, existe um número finito de nós primos com n cruzamentos. Os primeiros valores (sequência A002863 na OEIS) são dados na tabela a seguir.
| n                                      | 1 | 2 | 3 | 4 | 5 | 6 | 7 | 8  | 9   | 10  | 11  | 12   | 13   | 14    | 15     | 16      |
| Número do nós primos com n cruzamentos | 0 | 0 | 1 | 1 | 2 | 3 | 7 | 21 | 49  | 165 | 552 | 2176 | 9988 | 46972 | 253293 | 1388705 |
| Nós compostos                          | 0 | 0 | 0 | 0 | 0 | 2 | 1 | 4  | ... |     | ... |      | ...  |       | ...    |         |
| Total                                  | 0 | 0 | 1 | 1 | 2 | 5 | 8 | 25 | ... |     | ... |      | ...  |       | ...    |         |

Nós quirais são contados apenas uma vez na tabela e no gráfico a seguir (por exemplo, um nó e a sua imagem no espelho são considerados equivalentes).

Um gráfico com todos os nós primos com sete ou menos cruzamentos, não incluindo aquirais.

## Teorema de Schubert
O teorema criado por Horst Schubert afirma que cada nó pode ser exclusivamente expresso como uma soma conectada de nós primos.